# Muszka Dániel
Muszka Dániel (Nagykőrös, 1930. június 30. – Szeged, 2018. március 22.) magyar kibernetikus, informatikus, kutató és feltaláló.

## Élete
Nagykőrösön született, 1930. június 30-án. Édesapja, Muszka Lajos pénzügyőr, édesanyja, Czirják Erzsébet óvónő volt. Nővérei és a bátyja már elhunytak. 1948-ban, kitűnő minősítéssel érettségizett a helyi Arany János református gimnáziumban. Bár már 10 éves korában kezdett a rádiótechnikával foglalkozni és minden vágya az volt, hogy villamosmérnök lehessen, politikai okból nem nyert felvételt a Budapesti Műszaki Egyetemre.
Ekkor elfogadta az egyik helybeli rádió- és villanyszerelő kisiparos ajánlatát: leszerződött hozzá ipari tanulónak. Egy év után szakmunkás igazolványt kapott, a műszaki egyetemre azonban ismét nem vették fel.
Ezután – mint villanyszerelőt – egy országos nagyvállalat alkalmazta egy (mai kifejezéssel élve: zöld-mezős) katonai létesítmény építéséhez. Ekkor kapott egy ajánlatot üzemviteli technikus állásra az áramszolgáltató nagykőrösi üzletigazgatóságán.
Újabb próbálkozása a továbbtanulásra sikerült: felvették a Szegedi Tudományegyetem matematika-fizika szakára. Itt sikeres próbát követően a Kísérleti Fizikai Intézet rádió-laboratórium (Klonga-labor) munkatársai közé került. Az egyetem elvégzése után a szegedi Gelka vállalatnál kezdett dolgozni rádióműszerészként, mivel a szakvállalatnál szerzett gyakorlat előnyt jelentett a villamosmérnöki kari felvételnél.
1957. január hónapban Kalmár László professzor – aki úgy emlékezett reá, mint egy elektromos szakemberre – meghívta egy beszélgetésre. Ennek folyamán elmondta, hogy egy elektronikus számológépet akar építeni és ehhez keres szakembereket. Érdeklődött, hogy – a matematikai logika vizsgán nem valami fényesen szereplő, volt hallgatójának – lenne-e kedve részt venni ebben a munkában. Nagy örömmel és lelkesedéssel mondott igent.

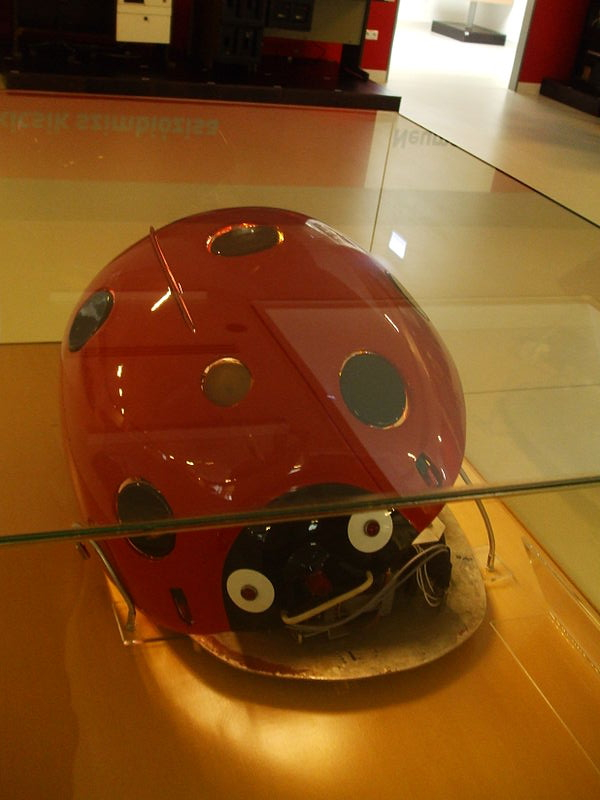
Szegedi Kibernetikus Katicabogár

1957. május 1-én tudományos segédmunkatársi állást kapott a Magyar Tudományos Akadémia Matematikai Kutató Intézete Matematikai Logika és Alkalmazásai Osztálya újonnan létrehozott Gépkutató Laboratóriumában. Itt – Kalmár professzor tervei alapján – megépítette a Szegedi Logikai Gépet, majd a saját terveit megvalósítva, az első magyar, tanítható műállatot, a Szegedi Katicabogarat. A kis, egyszemélyes akadémiai laboratóriumban, majd a Kalmár professzor javaslatát elfogadva, az egyetem által az 1963-as évben létesített Kibernetikai Laboratóriumban számos olyan kutatási eredmény, készülék született, amely jelentős nemzetközi elismerést váltott ki. A Kibernetikai Laboratóriumba telepítették az M–3 számítógépet. Ez nagy segítséget biztosított a Szegedi Tudományegyetemen – az országban elsőként – elindított programtervező matematikus képzéshez. Ő lett a Kibernetikai Laboratórium műszaki vezetője, tudományos osztályvezetői minőségben. 1967 júniusában védte meg egyetemi doktori dolgozatát.
1960-ban nősült, felesége, Náray Zsuzsanna általános iskolai tanárnő; gyermekei Zsuzsanna (1961) és Ágnes (1967). A Kibernetikai Laboratóriumban az M–3 gép után a Minszk–22 gépet telepítette (1968), majd ezt követte az R–40 számítógép üzembeállítása (1974), amellyel a Laboratórium lett az egyetem legnagyobb intézete és a legjobban szervezett számítóközpont az országban az oktatási intézetek között (a Központi Népi Ellenőrzési Bizottság hivatalos véleménye szerint).
Hosszabb tanulmányúton volt a Német Szövetségi Köztársaságban, a Szovjetunióban. Kutatási témájáról – „Számítástechnikai és kibernetikai módszerek alkalmazásai a közúti közlekedés biztonságának növelésére” –, ill. az elért eredményeiről és a jövő lehetőségeiről előadásokat tartott Berlinben, Londonban, Porto Alagre-ben (Brazília), Münchenben, Moszkvában, Párizsban és Bécsben.
Kalmár László halálát követően a mihályteleki „Új élet” szövetkezet új üvegházának számítógépes klímaszabályozására egy holland rendszer telepítésére vállalkozott, mint főállású műszaki vezetője az új objektumnak. Ennek a munkának a sikeres befejezése után, felkérésére, a Mezőgazdasági Üzemszervezési és Informatikai Rt. (MÜSZI) délalföldi igazgatója lett.
1976-tól majd intenzívebben nyugdíjazását követően az elöregedett számítógépek gyűjtésével foglalkozott. E munkája eredményének egy jelentős része látható a szegedi Szent-Györgyi Albert Agóra Művelődési Központban, az Informatikatörténeti Kiállításon, amely Európában az elsők között jegyzett intézmény.
Később az agorai Informatikatörténeti Muzeális Gyűjtemény és az öthalmi Befogadó és kutató raktár működtetésének és fejlesztésének területén dolgozott vezető szakértőként.
2018. március 22-én halt meg.

### Tanulmányai
Nagykőrösön a Református Arany János Gimnáziumban érettségizett 1948-ban. 1951 és 1955 között a Szegedi Tudományegyetem Természettudományi Karán matematika-fizika szakán tanult, 1955-ben kapott diplomát.

### Pályája
- 1955 és 1957 között a Posta Rádióvételtechnikai és Elektroakusztikai Üzemében dolgozott rádióműszerészként.[1]
- 1957-ben belépett a Magyar Tudományos Akadémia Matematikai Kutató Intézete Matematikai logika és alkalmazásai Osztály Gépkutató Laboratóriumába, ahol megépítette Kalmár László tervei alapján a szegedi logikai gépet 1957 és 1958 között.
- 1956 és 1957 között elkészítette az első magyar műállatot, a szegedi katica bogarat, amely egy feltételes-reflex modell.
- 1960-ban a Szegedi Szabadtéri Játékok számára tervezett és épített meg egy hangkésleltető berendezést.[2]
- 1963-ban Kalmár László kezdeményezésére létrejött a Szegedi Tudományegyetem Kibernetikai Laboratóriuma, amelynek tudományos munkatársa Muszka Dániel lett. A Kibernetika Laboratórium 1965-től töltötte be az egyetemi számítóközpont szerepét is. A Szegedre kerülő számítógépek telepítését szervezte és valósította meg.[5]
- 11 szolgálati találmányát jelentette be, ezek közül 7 kapott szabadalmi oltalmat. Kettő Kalmár Lászlóval közös munka eredménye volt.[2]
- 1981-től a szegedi Új Élet Mezőgazdasági Termelőszövetkezet műszaki vezetője volt. Az Új Élet Mezőgazdasági Termelőszövetkezet új, 6,5 hektáros üvegházának számítógépes klímaszabályozását ő oldotta meg.[1]
- 1986-tól Mezőgazdasági Üzemszervezési, Számítástechnikai és Informatikai Rt. dél-alföldi területi igazgatója lett.[1]
- 2000-ben ment véglegesen nyugdíjba.[5]

### Informatikatörténeti Kiállítás
1975-ben Kovács Győzővel, a Neumann János Számítógép-tudományi Társaság akkori főtitkárával elkezdte gyűjteni azokat a számítógépeket, számítástechnikai eszközöket, amelyeket Magyarországon használtak, illetve hazai fejlesztésű, tervezésű számítógépeket. A számítógépeket először a MOL algyői telephelyén, majd 2002 óta az öthalmi volt szovjet laktanyában tárolták. A gyűjtemény 1992-től az Informatika Történeti Múzeum Alapítvány gondozásába került. 2014 decemberétől a szegedi Szent-Györgyi Albert Agóra kiállítási centrumban a gyűjtemény egyes darabjai megtekinthetők.

## Díjak, kitüntetések
- „Az év legkiemelkedőbb műszaki alkotásáért” – Szeged Városi Tanács VB., 1960[3]
- „Az oktatásügy kiváló dolgozója” – 1970[5]
- „Köszönet az egyetem szolgálatában végzett munkáért” – (Rektorok), 1970[3]
- „Oklevél az egyetemi Törzsgárda tag hűséges szolgálatáért” – SZTE rektora, 1972[3]
- Munka Érdemrend ezüst fokozata – 1974[3][5]
- „A haza szolgálatáért érdemérem” arany fokozata – 1976[3]
- Neumann János Emlékérem – 1977[5] (mint „Neumann díj”)[2][3]
- „A kiváló társadalmi munkáért” – Belügyminisztérium, 1980[3]
- „Az áldozatkész és eredményes munkáért” – Közlekedésbiztonsági Tanács, 1985[3]
- „Nívódíj” – Belügyminisztérium, 1986[3]
- Kalmár László Emlékérem – 2005[2][5]
- „Szegedért” Oklevél – Szeged polgármestere, 2008[2][5]
- „Szegedért” díj – Szegedért Alapítvány, 2014[3]
- Debreczeni Pál-díj – 2014[2]